# Naczęrad
Naczęrad – staropolskie imię męskie złożone z członów Naczę- ("zacząć") i -rad ("być zadowolonym, chętnym, cieszyć się"). Być może oznaczało "ten, którego pojawienie się wywołuje radość".